# Крадущийся хаос
«Крадущийся хаос» или «Ползучий хаос» (англ. The Crawling Chaos) — это рассказ американского писателя Говарда Филлипса Лавкрафта, написанный в соавторстве с писательницей Уинифред Джексон. Также они сотрудничали при написании рассказа «Зелёный луг» (1919). Рассказ впервые опубликован в журнале «United Cooperative» в апреле 1921 года, а позже вошел в сборник «За стеной сна» издательства «Arkham House» в 1943 году. Исправленный текст появился в сборнике «Ужас в музее и другие рассказы» издательства «Arkham House» в 1970 году.

## Сюжет
Рассказчик, чье имя не называется, попадает в больницу, где врач по ошибке делает ему укол опиума во время Великой эпидемии «года чумы». Сильная передозировка наркотика открывает в его мозгу пути в фантастические перспективы Страны снов. Рассказчик оказался в красивой комнате с экзотической мебелью, в доме у океана с множеством окон. Подойдя к окну он видит ужасающую сцену: Здание стоит на узкой полоске земли в ста метрах над водой, а вокруг дома бурлит черный водоворот и пятидесятифутовые волны поглощают береговую линию.      
К небесам вздымались грозные валы не менее пятнадцати метров высотою, а на горизонте в мрачном раздумье застыли, словно огромные хищные птицы, зловещие черные тучи самых невероятных очертаний. Волны были темно-фиолетовыми, почти черными: словно лапы громадного жадного чудовища хватались они за податливую красную почву. Казалось, океан, это огромное злобное существо, которое объявило непримиримую войну тверди земной, подстрекаемое к тому самим разъяренным небом.    
Земля под домом оползает. Рассказчик бежит на противоположную сторону здания и открывает дверь странным ключом, что оказался у него при себе. По разные стороны утеса, казалось, располагались разные миры. Спокойное, голубое море омывает белесый берег, где растут тропические растения и пальмы. Снаружи дом выполнен из мрамора и украшениями в эклектичном стиле, где смешались Восточная и Западная архитектура, фасад украшают коринфские колонны, а крыша сделана как китайская пагода. Рассказчик бежит по тропинке, словно, за ним гонится Злой Дух вод бьющегося океана (англ. Malignant spirit from the pounding ocean). В конце концов рассказчик попадает в долину с высокой тропической травой, где обитают тигры и змеи. Спустившись вниз по склону он достигает огромного пальмового дерева, с ветвей которого спускается красивый младенец, выглядящий как фавн или полубог, в лохмотьях. В тени от мальчика исходит сияние и ореол света вокруг головы. Сверху звучит чудесное пение, а мальчик говорит серебристым голосом:    
Это конец пути. Боги сошли со звезд, чтобы отвести его в город Телоэ, город из янтаря и халцедона, что лежит за потоками реки Аринури. «Он и она», бог и богиня внеземной красоты, отведут тебя по Млечному пути, в Телоэ, где обитают лишь боги. Там, под мостами из слоновой кости текут реки из жидкого золота, а по ним барки плывут в цветущий Кифарион, город Семи Солнц, где царствуют вечная юность, услады, смех, песни и звуки лютни.    

Пока они говорят, рассказчик замечает, что он плывет в верхних слоях атмосферы, а вокруг поют юноши и девы, увенчанные виноградной лозой. Когда они поднимаются, ребенок говорит рассказчику, что он не должен оборачиваться назад на Землю. Когда он поднимается дальше, атмосферу мира и счастья нарушает шум ужасного океана. Он смотрит вниз и увидел мгновенные континентальные изменения, когда волны поглощают города до тех пор, пока вся суша не исчезнет. За этим следует вода, стекающая в ядро Земли через открывающийся залив. Наконец он становится свидетелем картины разрушения Земли:  
Взрыв расколол ночь и Землю рассекла огнедышащая трещина. Черный океан пенился, пожирая пустыню по краям, а трещина в центре неумолимо росла. Не осталось больше суши, кроме, страшной пустыни, а грозовой дымящийся океан продолжал наступать на нее. Бешеное море замерло на миг, ужаснувшись лика темных богов земных недр, превосходящих силой злого бога вод. Воды уходили с недавно затопленной суши, вновь являя глазу картины смерти и распада. Мутными струями они уходили с древнего океанского дна, где покоились одетые в траур развалины знакомых столиц, — Лондон и Париж. Появились мрачные башни и монолиты земель, которые люди никогда не знали. 

Облако испарений из подземных бездн скрыло поверхность Земли, твердь словно возопила в безумной агонии, потрясая трепещущий эфир. Хватило одной ужасной вспышки и взрыва, одного ослепительного оглушающего удара огня, дыма и молний, чтобы освободить от вечных пут Луну, которая, словно, обрадовавшись избавлению, удалилась в пустоту. Вместо Земли сиял лишь рой холодных насмешливых звезд, а умирающее желтое Солнце и бледные печальные планеты разыскивали всюду свою пропавшую сестру. 

## Персонажи
- Рассказчик — человек, чье имя не называется, изучал искусство и оккультные книги. Попробовал опиум лишь однажды во времена Великой эпидемии; тогда врачи очень часто прибегали к этому средству. Рассказчик в конце выжил, но с тех пор по ночам к нему приходят безумные образы.

- Младенец (англ. Child) — младенец невиданной красоты, одет в лохмотья, весь запыленный, выглядит как фавн или полубог; в густой тени казалось, что от него исходит что-то вроде сияния, а его голову окружал ореол искристого света. Мальчик улыбался и говорил мелодичным серебристым голоском.

- Он и Она (англ. God and goddess) — Бог и богиня, сошедший с небес и излучающие сияние. Смертным не дается такая красота. Вероятно, это Наг и Йеб, которые позже появятся в произведениях Лавкрафта, хотя, это имя не называется в рассказе. В повести «Курган» и рассказе «Вне времени» описывается культ Наг и Йеб.

## Вдохновение
Рассказ написан под псевдонимами «Льюис Теобальд, июнь» (Лавкрафт) и «Элизабет Беркли» (Джексон). Лавкрафт написал весь текст, но часть приписывают Джексон, поскольку сюжет основан на сне, что приснился писательнице. В первый раз сотрудничество авторов привело к написанию «Зелёный Луг» (1919), где герой стал свидетелем картины сотворения и разрушения мира. 
Ньярлатхотеп «Ползучий хаос» не появляется в этом рассказе, несмотря на сходство названия с эпитетом персонажа. Лавкрафт писал в письмах , что повторно использовал эту фразу, потому что ему «понравилось, как она звучит». Ньярлатхотеп, «крадущийся хаос» вызывает Конец света в рассказе «Ньярлатхотеп» (1920). Название «Крадущийся хаос» использовалось потому, что его отметил сам Лавкрафт, который говорил, что ему нравится «кольцо этих идеи». Несмотря на сходство названия с эпитетом персонажа, но имя Ньярлатхотеп, «Крадущийся Хаос» или «Посланник богов» не встречается в этом рассказе. 
Злой бог вод (англ. Evil god of waters) — это, возможно, образ Океана, олимпийского бога. Похожими словами описан океан в рассказе «Белый корабль». Лавкрафт изначально создал Древних богов как эфемерных сущностей в Стране снов, «слабых богов Земли» или сущностей из туманных областей в космосе, которые, вероятно, вовсе не имеют разума. В рассказе упоминаются Темные боги недр Земли (англ. Dark gods of the inner earth). Чувство страха в космосе указывает на Азатота. 
В английской литературе часто описываются Иные миры, такие как «Мир фей» и «Страна богов», куда можно попасть при помощи артефактов, таких как серебряная ветвь. Герой упоминает замки своих предков — что намекает на ностальгические чувства Лавкрафта к Новой Англии или Великобритании. В рассказе упоминаются Де Куинси и Бодлер, — что намекает на тягу Лавкрафта к художеству. 
В рассказе заметны черты древнегреческой мифологии. В Мифологии Древнего Египта часто описывается участок первозданной земли и змеи в саду.

## «Цикл снов»
Страна снов впервые появляется в рассказе «Полярная звезда», где можно «путешествовать, как бестелесная сущность и где не был никто из живущих». В рассказе «Забвение» Лавкрафт впервые описывает путешествие в недоступные области Страны снов посредством употребления наркотиков. Позже, эти темы получат развитие в рассказе «Гипнос». Герой нашел причудливой формы ключ — что намекает на Рендольфа Картера из рассказа «Серебряный ключ», который нашел ключ, позволяющий ему попасть в Страну снов.   
Местность похожа на Восточную область Страны снов, — что описана в рассказе «Селефаис» и повести «Сомнамбулический поиск неведомого Кадата». В рассказе «Врата серебряного ключа» Лавкрафт опишет мир с пятью солнцами. Эклектический архитектурный стиль более не встречается в других произведениях Лавкрафта.

## География
- Телоэ, города из янтаря и халцедона (англ. Teloe, сity all of amber and chalcedony) — город, что находится в космосе, за Млечным путем. Там стоят дома с куполами и мосты из слоновой кости на золотой реке Аринуриа (англ. Arinurian streams). Лишь боги обитают в нем.
- Кифарион, город Семи Солнц (англ. Cytharion of the Seven Suns) — город, где царствуют вечная юность, услады, смех, песни и звуки лютни. Одни только боги обитают в нем.
- Земли, которые люди не знали (англ. Lands that men never knew) — мрачные и ужасные земли, где башни и монолиты скрыты на морском дне, которых люди никогда не знали.
- Млечный путь (англ. Milky Way) — пространство в космосе. Также описан в «Коллапсирующий космос». Описывается в повести «Сомнамбулический поиск неведомого Кадата».

## Связь с другими произведениями
В рассказе «Дагон» моряк оказывается один в море и однажды просыпается на вулканическом острове, где находятся барельефы неизвестной цивилизации.
В рассказе «За стеной сна» похожим образом описаны города из света в туманных областях космоса.
В рассказе «Зелёный Луг» описана похожая сцена уничтожения мира.
В рассказе «Память» описаны руины, что остались после человечества.
В рассказе «Ньярлатхотеп» происходит Конец света, когда появляется Ньярлатхотеп, «крадущийся хаос». 
В рассказе «Врата серебряного ключа» описаны расы существ, которые будут жить на Земли после человечества.
В рассказе «Переживший человечество» описываются последние дни человечества. 